# Farkas Kálmán (földbirtokos)
Boldogfai Farkas Kálmán Ferenc Elek (Felsőbagod, Zala vármegye, 1880. október 5. – Szombathely, 1944. április 16.) zalai főszolgabíró, jogász, felsőbagodi földbirtokos, megyebizottsági tag.

## Családja

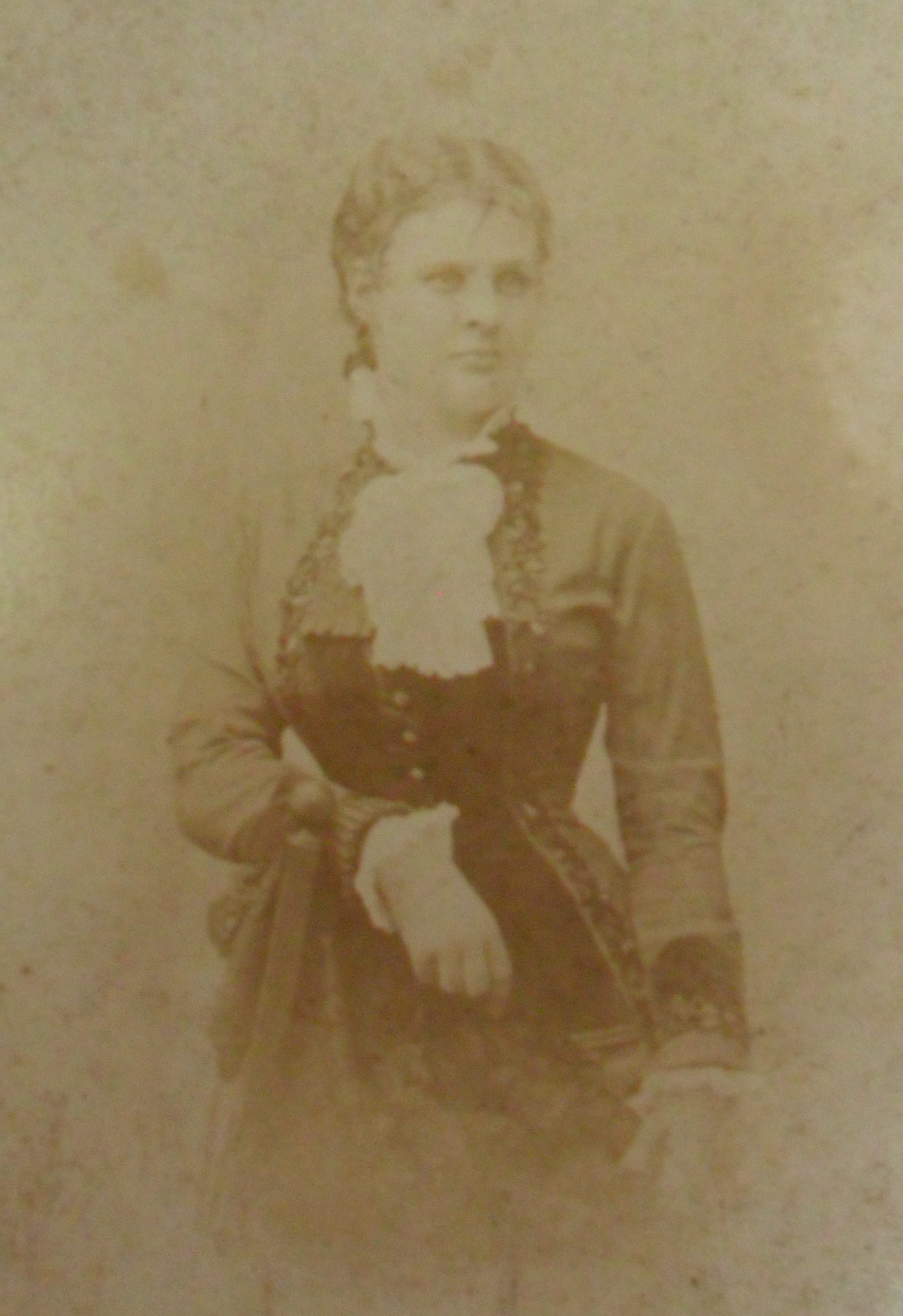
Boldogfai Farkas Józsefné lovászi és szentmargitai Sümeghy Rozália (1857-1924) úrnő, boldogfai Farkas Kálmán édesanyja

A Zala vármegyei nemesi származású boldogfai Farkas családban tagja. Édesapja boldogfai Farkas József (1857-1951), felsőbagodi, valamint söjtöri földbirtokos, országgyűlési képviselő, édesanyja a lovászi és szentmargitai Sümeghy család sarja lovászi és szentmargitai Sümeghy Rozália (1858-1924) úrnő volt. Farkas Kálmán, a második keresztnevét, anyai nagyapja lovászi és szentmargitai Sümeghy Ferenc (1819-1869) országgyűlési képviselő után, a harmadik keresztnevét, dédapja, séllyei Séllyey Elek (1788-1850) zalai alispán úr után kapta meg. Farkas Kálmánnak két öccse volt: Boldogfai dr. Farkas Tibor (1883-1940), országgyűlési képviselő, legitimista politikus, és boldogfai Farkas Dénes (1884-1973) országgyűlési képviselő. Farkas Kálmán egyetlen apai ági unokatestvére dr. udvardi és básthi Udvardy Jenő kormányfőtanácsosné boldogfai Farkas Margit (1888–1972) úrnő, földbirtokos, a Zala megyei Magyar Nők Szentkorona Szövetségének az ügyvezető elnöke, a Göcseji Egyesület társelnöke. Édesanyja révén nagybátyja nemes Csertán Károly (1845–1919), Zala vármegye alispánja, földbirtokos, akinek a felesége lovászi és szentmargitai Sümeghy Magdolna (1855–1929) volt.

## Élete
Alap tanulmányai után jogot tanult Budapesten; 1903. júniusában sikeresen tette le az államtudományi államvizsgáját. Ezután Zala vármegye szolgálatába lépett a nőtlen szolgabíró, aki a rendkívüli tevékeny hivatalvállalásról volt ismert. 1904. szeptember 12. és 1907. december 16. között a zalaszentgróti járás szolgabírája. 1906 júniusában a vármegye főispánja, gróf Batthyány Pál, szentgróti szolgabírót tiszteletbeli főszolgabíróvá nevezte ki. 1907. december 16-ától 1908 júniusáig a vármegye főispánja a csáktornyai járás szolgabírói hivatalba irányította át. Tapolcai szolgabíró volt 1908. június  és 1908 július között, majd 1908. július és 1909. február között a Novai szolgabíró lett. 1909 februárjától ideiglenesen a Zalaegerszegi szolgabíró lett. 1910. november 1.-jétől tiszteletbeli főszolgabíróként tevékenykedett Keszthelyen egészen 1914.-ig: 1914. december 14-én a Novai főszolgabíróvá választották meg. A hivatalt 1917. szeptember 10-éig töltötte be, amikor a Zalaszentgróti főszolgabíró lett. Szentgróton nagy hírnevet szerzett, amikor erélyesen lépett fel az árdrágítók ellen, akik erősen visszaéltek az első világháború alatt kialakult helyzettel. Közreműködött rokonával, boldogfai dr. Farkas István (1875-1921) úrral, a sümegi járás főszolgabírájával, aki Sümegen ugyanazokat a szigorításokat vezette be. 1918. március 21-én javasolták a II. osztályú Polgári Hadi Érdemkereszt kitüntetését Farkas Kálmán számára, amelyet meg is kapott.
Nyugalomba vonulása utána, az apjától örökölt 325 kataszteri holdas felsőbagodi földbirtokán gazdálkodott még közel 15 évig. Nagy rajongója volt Graz városának; élete során igen gyakran odalátogatott. Az igen különc Farkas Kálmán felsőbagodi kastélyának angolparkjában egy kisebb méretű másolatot építtetett a grazi óratoronyról.
Szombathelyen 1944. április 16-án hunyt el a város kórházában. Halála után, unokaöccse, Farkas Ferenc (1923–2008), boldogfai Farkas Dénesnek a fia örökölte a felsőbagodi jószágát. A kommunizmus bevezetésekor a család elveszítette a teljes vagyonát.

### Párbajai
A politikai helyzet a Trianon utáni korszakban egyre hevesebbé vált; 1919 decemberében Eitner Zsigmond kormánybiztosi kinevezésekor Farkas Kálmán zalaszentgróti főszolgabíró feliratot intézett a belügyminiszterhez, amelyben tiltakozott Eitner személye ellen, "panamistának" nevezve. Ennek hatására őrgróf Pallavicini György, dunántúli központi kormánybiztos, Farkast a főszolgabírói hivatalából ideiglenesen felfüggesztette. 1920. február 9-én Zalaegerszegen heves vita és személyeskedés zajlott a Zala vármegye törvényhatósági bizottságának a közgyűlésén. Farkas Kálmán bizottsági tag Muraköz elvesztésének okaival foglalkozott, és főleg Szilágyi Dezső Csáktornyái és Gájássy Lajos perlaki főszolgabírákat hibáztatta. Előadta tovább, hogy a dunántúli kormánybiztos Szilágyi Dezső főszolgabírót, a kommunistákkal való összeköttetése miatt felfüggesztette, és ezt a határozatot a belügyminiszter úr is helybenhagyta. Ennek ellenére Szilágyi Dezső főszolgabíró Zalaszentgróton teljesített szolgálatot, és az ottani főszolgabírói hivatal vezetésével is meg volt bízva, ami megfelelő lehetett ugyan Eitner Zsigmond kormánybiztos önös céljainak, de nem a közérdeknek. A közgyűlésén is elhangzott, hogy Farkas Kálmánt le fogják tartoztatni, ha továbbra is úgy viselkedik, ahogy tette. Ha bár Farkas Kálmán se nem polizitált aktívan, se nem pályázott országgyűlési képviselőségre, édesapja, és Tibor öccse legitimista eszmeit erősen vallotta.
Fangler Béla, bizottsági tag elmondta, hogy Farkas Kálmánnak Szmrecsányi György nemzetgyűlési képviselővel szemben sértő viselkedést tanúsított, aztán az ügyből kifolyólag a köztük támadt lovagias ügy fejleményeit említette, és párhuzamba vonta Farkas Kálmánnak a kommunista uralom alatti csendes viselkedését az agresszív eljárásával és kérdezte tőle, miért nem támadta annak idején Erdős Márkust, a proletárdiktatúra kormányzótanácsi biztosát, amikor arra elegendő okot találhatott és amikor tanújelét adhatta volna személyes bátorságának is. Azután a főügyész 200 koronás bírságot szabott meg Farkas Kálmán számára. Ezt az indítványt a közgyűlés nagy többséggel fogadta el.
A szigorú és fegyelmezett köztisztviselő nagy szenvedéllyel szerette a lövő- és vívófegyvereket; neki volt Zala megye egyik legnagyobb lőfegyver gyűjteménye. Nem csak gyakran vadászott, de a felsőbagodi birtokán is sűrűn gyakorolt lövőfegyvereivel. Élete során többször párbajozott más urakkal – egyszer még Pallavicini György őrgróffal is – főleg a Trianon utáni korszakban, amikor több esetben összetűzésbe került politikai és személyes nézeteltérések miatt; 1926. február 10-én reggel nyírlaki Tarányi Ferenc (1878-1945) Zala vármegye főispánjával pisztoly-párbajozott Budapesten. A párbaj oka az volt, hogy Farkas Kálmán azzal vádolta Tarányi főispánt, hogy a vörös hadseregben szolgálattételre jelentkezett a Tanácsköztársaság alatt. A főispán segédei dr. Lajos Károly és dr. Dréhr Imre nemzetgyűlési képviselő voltak. Farkas Kálmán segédei dr. Farkas Elemér huszdrezredes és dr. Rácz Vilmos voltak. A párbaj kezdetekor, Farkas Kálmán személyi adatainak kikérdezése során a járásbíró szokás szerint megkérdezte a volt főszolgabírótól: "főszolgabíró voltam" — feleli Farkas Kálmán. — Most már nem az? — kérdezte a járásbíró. — Most már nem vagyok az, — felelte erre Farkas Kálmán— mert a kurzus elkommunizálta a főszolgabírói állásomat. A párbaj sebesülés nélkül végződött és utána a felek kibékültek. Később, ebből az ügyből kifolyólag aznap később, a Fodor-féle vívóteremben bezerédi Bezerédy Ferenc földbirtokossal kardpárbajt vívott. Ez a párbaj után a felek szintén kibékültek. Egy évvel később, 1927. februárjában Dr. Szarvas László ügyészi megbízott mind a háróm vádlott elírni fentártotta a vádat és a bíróság mindhármukat bűnösnek is mondotta ki párviadal vétségében és ezért Farkas Kálmánt 3 napi, Tarányi Ferencet és Bezerédy Ferencet pedig 2 – 2 napi államfogházra ítélte.